# Karl Alberts
Karl Albert Johansson Alberts, född 3 februari 1881 i Lyse församling i Göteborgs och Bohus län, död 12 september 1956 i Kållereds församling i Göteborgs och Bohus län, var en svensk civilingenjör främst känd för sin inblandning i bygget av Göteborgs första skyskrapa Otterhall som han konstruerade tillsammans med arkitekten Harald Ericson och som invigdes 1929.
Alberts examinerades från Chalmers 1904 och fortsatte sedan med studier utomlands. Tillbaka i Sverige fick han anställning vid AB Skånska Cementgjuteriet i Göteborg där han blev kvar till 1914 då han blev chefsingenjör vid firman Göteborgs betong. Året därpå etablerade han det egna företaget Karl Alberts byggnadsfirma.
Alberts hade sju barn, bland annat filmfotografen Karl-Erik Alberts. Hans dotter Ingvor var gift med fotografen K. W. Gullers. Hans andra dotter Gunnel var gift med Nils Dahlbeck.